# Sleeping in the Nothing
Sleeping in the Nothing è il secondo album in studio di Kelly Osbourne.

## Tracce
1. "One Word" – 4:03
2. "Uh Oh" – 3:14
3. "Redlight" – 3:44
4. "Secret Lover" (Kelly Osbourne, Linda Perry) – 3:26
5. "I Can't Wait" – 4:02
6. "Edge of Your Atmosphere" (Kelly Osbourne, Linda Perry) – 3:47
7. "Suburbia" (Kelly Osbourne, Linda Perry) – 3:36
8. "Don't Touch Me While I'm Sleeping" – 3:21
9. "Save Me" (Kelly Osbourne, Linda Perry) – 3:49
10. "Entropy" – 3:21
11. "One Word (Chris Cox Remix)" – 9:27
Japanese Edition bonus tracks
12. "Sound of the Crowd" (Ian Burden, Philip Oakey) – 3:55
13. "Boy" (Kim Fowley, Ronnie Lee) – 2:57
14. "Two of Hearts" (John Mitchell, Sue Gatlin, Tim Greene) – 3:56

## Classifica
| Anno | Classifica               | Posizione |
| ---- | ------------------------ | --------- |
| 2005 | The Billboard 200 (U.S.) | 117       |
| 2005 | Top Electronic Albums    | 2         |
| 2005 | Top Heatseekers          | 2         |
| 2005 | Top UK Albums            | 57        |